# 클라나드 (비디오 게임)
《클라나드》(CLANNAD, クラナド 쿠라나도[*])는 Visual Art's/Key에서 2004년에 발매한 연애 어드벤처 게임이다.
Key의 전작인 《에어》, 《카논》과 달리 PC용으로 발매될 시점부터 전연령 대상으로 발매되었다. 2002년에 발매될 예정이었지만 두번 연기된 끝에 2004년 4월 28일에 최종 발매되었다.

## 개요
인터채널에서 PS2판으로 이식하여 2006년 2월 23일에 15세 이상가로 발매하였다. 이후 PC 풀보이스판이 2008년 2월 29일 발매되었다. 그리고 프로토타입에서 Xbox360판으로 이식하여 2008년 8월 28일에 발매하였다. 또한 등장인물 중의 한명인 사카가미 토모요에 대한 시나리오의 후일담 스토리는 2005년 11월 25일에 《토모요 애프터 ~It's a Wonderful Life~》라는 타이틀로 발매되었다.
토에이 애니메이션에서 제작한 극장판이 2007년 9월 15일에 개봉되었으며, 교토 애니메이션에서 제작한 TV 애니메이션이 같은 해 10월 4일 (목) 심야 26시 25분(실제시각 10월 5일 새벽 2시 25분)에 TBS를 통해 첫 방영되었다. 그러나 잦은 휴방으로 인하여 TVA로는 공식적으로 총 22화까지만 방송되었으나, 이후 번외편 1화와 함께 2008년 7월 16일에는 DVD 8권 초회특전으로 토모요와의 이야기를 다룬 1화가 출시되면서, 1기의 총 화수는 24화가 되었다. 한편 일본에서는 2008년 10월 2일부터 2009년 3월 26일까지 후속작인 《클라나드 ~AFTER STORY~》가 방영되었다.
대한민국에서는 스카이라이프 채널 애니박스에서 2008년 10월 15일부터 1기가 매주 수요일 밤 9시에 1주에 연속 3화로 한국어 더빙 방영을 개시했다. 오리지널 TV애니메이션 22화뿐만 아니라 번외편 1화, DVD 특전(토모요)편을 모두 방송하고 2008년 12월 3일에 본방송을 종료하였다. 이어 챔프TV에서도 2008년 12월 5일부터 애니박스와 동일한 방송분으로 방영에 들어갔다.

## 스토리
아버지와의 사이에 약간의 문제를 안고 있는 불량소년 오카자키 토모야는 그 날도 벚꽃이 흐드러지게 피어 있는 학교로 오르는 언덕길을 올려다보며 한숨을 쉬고 있었다. 매일 반복되는 일상에 지친 토모야는 다른 아이들처럼 학교 생활에서 즐거움을 느끼지 못하고 혼자만 붕 떠 있었다.
그러던 어느 날, 평소와 다름없는 내키지 않는 등교길의 언덕 아래에서 한 소녀와 만나게 된다. '후루카와 나기사'라는 이름의 소녀는 토모야와 같은 3학년이지만 실은 몸이 약해서 오랜 기간 휴학을 했었다고 한다.
언덕을 올라가는 것이 힘들다는 나기사에게 학교에서 무언가 즐거움을 발견해 내면 오르기가 더 쉬워질 거라는 제안을 하는 토모야. 그 말에 힘을 얻은 나기사는 자신의 작은 꿈이었던 연기를 해 보기 위해 폐부 상태였던 연극부를 재건하기 위한 노력을 기울이기 시작한다. 그리고 어느 새 나기사와 행동을 함께하게 된 토모야는 나기사에게 조금씩 이끌리게 되는데….

## 등장 캐릭터
2004년 발매 PC판은 소리가 수록되어 있지 않기 때문에, 성우는 플레이 스테이션 2판·드라마 CD·영상화 작품 및 PC 풀 보이스판등의 캐스팅을 기재하고 있다.
오카자키 토모야 (岡崎 朋也)
성우:없음(PS2판 본편) / 이토 켄타로(PS2판 특전 DVD) / 토치카 코이치(라디오CM) / 노지마 켄지(드라마CD, 극장판) / 나카무라 유이치(TV 애니메이션), 표영재(TV), 김진홍(블루레이)
클라나드의 주인공(게임에서는 주인공의 이름 변경이 가능하며, '오카자키 토모야'는 초기 설정시 나오는 이름이다). 항상 학교에 지각하고 수업을 빼먹으며 말썽을 일으키기에 불량 소년 또는 권위 도전자로 지목되어 학교내에서의 평판은 좋지 못하다. 그러나 품행과는 다르게 남을 챙겨주고 보살필줄 아는 좋은 마음씨를 지닌 인물. 어릴 적 모친 아츠코가 교통 사고로 사망하여 부친인 나오유키와 항상 말다툼으로 일관하며 지내고 있었다. 부친과 3년 전 싸움에서 다쳐 특기였던 농구를 할 수 없게 되어 버리고 그 이후로 부친과 남처럼 지낸다. 학교에는 농구특기생으로 입학하였으나 농구를 할 수 없게 되어서 불량학생이 된 듯하다. 게임판의 루트에 따라 다양한 여성들과 엮이게 되며, TVA판에선 후루카와 나기사를 중심으로 로 다른 여성들과 친구가 된다.
후루카와 나기사 (古河 渚)
성우:나카하라 마이, 이용신(TV), 김연우(블루레이)
나기사 프로필:
| 신장   | 155cm             |
| 체중   | 43kg              |
| 생일   | 12월 24일         |
| 별자리 | 사수자리 (점성술) |
| 혈액형 | A형               |

클라나드의 가장 중요한 메인 히로인. TVA판 애프터 스토리에서는 유일한 히로인으로 등장한다. 토모야와 같은 학년인 고 3이지만, 사실은 1년 전 몸이 아파 9개월을 휴학하여 이번에 유급하였기 때문에 1살 더 많다. 토모야가 새로운 학년으로 학교에 간 첫 날, 학교 앞 언덕길에서 만나게 된다. 사라진 동아리 중 하나인 연극부의 재건을 원하고 있다.
자신의 동기부여 목적으로 먹을 음식의 이름을 중얼거리는 이상한 버릇을 가지고 있다. (예: 단팥빵) 경단 대가족(だんご大家族)을 매우 좋아한다. 자신감이 없어서 그 날 자신의 동기부여를 위해 도움을 필요로 하는 일이 잦다. 토모야의 도움을 받아 다양한 친구들을 만나게되며, 그들의 도움을 받아 연극부를 재건하게 된다. 훗날 토모야와는 연인사이로 발전 - 졸업후에는 결혼에 골인하여 성이 오카자키(岡崎)로 바뀐다.
후지바야시 쿄 (藤林 杏)
성우:히로하시 료, 유지원(TV), 이지현(블루레이)
쿄 프로필:
| 신장   | 160cm             |
| 체중   | 46kg              |
| 생일   | 9월 9일           |
| 별자리 | 처녀자리 (점성술) |
| 혈액형 | O형               |

클라나드의 히로인. 후지바야시 쌍둥이 자매중 언니. 눈동자가 보라색이다. 보탄이라고 하는 멧돼지 새끼를 키운다. 이 멧돼지 새끼는 7가지(이나 밝혀진 것은 몇 가지 되지 않는다.)의 재주를 갖고 있으나 실용성이 떨어진다.(토모야의 생각으로는 단순한 동물 학대) 그녀가 던지는 사전은 이미 흉기.(주로 한자사전, 일영사전, 백과사전, 영일사전 등등. 두꺼운 종류다. 스노하라가 대부분 맞는다.) 자신의 동생인 료가 자신이 좋아하는 토모야를 좋아한다는 것을 알게 됐을 때 자신의 마음을 접고 동생을 응원해주려고 하는 착한 언니.
애프터 스토리에서는 유치원 선생님이 되어서 우시오를 가르친다. (거대하게 성장한 보탄과 함께.)
후지바야시 료 (藤林 椋)
성우:칸다 아케미, 김은아(TV), 강은애(블루레이)
료 프로필:
| 신장   | 불명              |
| 체중   | 불명              |
| 생일   | 9월 9일           |
| 별자리 | 처녀자리 (점성술) |
| 혈액형 | O형               |

후지바야시 쌍둥이 자매 중 동생. 눈동자가 푸른 색이다. 점을 좋아하며 실제로도 점을 칠 수 있지만 그녀가 친 점은 대개 반대가 되는 듯하다. 처음에는 트럼프로 점을 치지만, 후에 토모야와 연인이 되면서 타로카드를 선물받게 된다. 언니가 토모야를 좋아한다는 것을 알지만 자신도 토모야를 좋아하게 되어 언니의 성격을 이용해 토모야를 가로채려 한다. 하지만 사실은 수줍음을 많이 타는 착한 동생.
후에 간호사가 되어 캇페이가 입원한 병실에 근무.
이치노세 코토미 (一ノ瀬 ことみ)
성우:노토 마미코, 권연희(TV), 송하림(블루레이)
코토미 프로필:
| 신장   | 160cm             |
| 체중   | 48kg              |
| 생일   | 5월 13일          |
| 별자리 | 황소자리 (점성술) |
| 혈액형 | A형               |

클라나드의 히로인. 일명 천재소녀. 고등과정은 이미 끝냈기에 대개 수업시간에는 도서실에서 지내는 중.
개그를 잘하고 싶어하지만 느긋한 성격탓에 될지 안될지 모름. 그녀가 켜는 바이올린은 소음공해를 넘어선다.
어릴 적 토모야의 친구였으나 토모야는 과거의 일 때문에 생긴 코토미에 대한 죄책감에 그녀를 잊어버린다. 부모가 죽은 뒤 그들에 관한 내용은 모두 잘라 수집한다. 단 도서관, 서점 등 장소를 가리지 않기 때문에 주의가 필요. 자신이 부모를 죽게 했다는 죄책감에 쌓여 오랫동안 지내왔다.
사카가미 토모요 (坂上 智代)
성우:쿠와시마 호코, 윤미나(TV), 정미숙(블루레이)
토모요 프로필:
| 신장   | 161cm             |
| 체중   | 47kg              |
| 생일   | 10월 14일         |
| 별자리 | 천칭자리 (점성술) |
| 혈액형 | O형               |

클라나드의 히로인. 2학년이지만 누님같은 캐릭터. 운동신경 발군에 성적역시 학생회장답게 상위급이다.
가족간의 사이가 나빠 한때 나쁜길로 빠져 전설이라 불렸으나, 동생의 자살소동으로 인해 가족간의 유대감을 되찾게 되고, 기적적으로 살아난 동생과 벚꽃길을 걸으며 이 길을 다시 걷자는 약속을 한다. 동생과의 약속때문에 벚꽃길을 소중히 여기고, 벚꽃길을 지키기 위해 학생회장이 된다. 스노하라가 약점을 잡기 위해 열심히 공략하나, 주로 발차기 콤보에 얻어터진다. (게임에서 최대 64콤보까지 뜬다고 한다.)
이부키 후코 (伊吹 風子)
성우:노나카 아이, 한경화(TV), 손선영(블루레이)
후코 프로필:
| 신장   | 150m            |
| 체중   | 41kg            |
| 생일   | 7월 20일        |
| 별자리 | 게자리 (점성술) |
| 혈액형 | B형             |

클라나드의 히로인으로 토모야가 다니는 학교의 1학년생. 항상 혼자 있으며, 다른 사람들에게 선물하기 위해 작은 칼로 나무 불가사리 조각을 만들고 있다.이 취미는 주위에 대한 집중력과 자각력을 모두 빼앗아간다.
불가사리에 관한 생각을 하면 멍해지는 버릇이 있어 오카자키의 장난에 잘 당한다.(게임에서 모든 장난을 다 쳐보면 후코 마스터가 되나 토모야는 그다지 기뻐하지 않는 듯.) 토모야와 나이는 같지만 입학식 때 교통사고를 당해서 2년동안 병원에 입원해있다. 덕분에 외모는 초등학생 수준. 대화시 자신을 3인칭으로 표현하는 버릇이 있다. (후에 이 버릇을 고치려 하지만 잘 안 되는 듯.) 그녀와 대화를 하다보면 그녀의 페이스에 말려들어 바보 같은 대화를 하고 있다. 애프터 스토리에서도 등장하지만 모두의 기억에서 잊혀져 있다. (단 언니인 코우코와 언니의 약혼자 유스케 제외) 토모야의 입장에서 보면 상당히 실례되는 성격.
미야자와 유키네 (宮沢 有紀寧)
성우:에노모토 아츠코, 이승주(TV), 김가령(블루레이)
클라나드의 히로인. 자료실의 관리자. 볶음밥까지 가능할정도로 상당한 수준의 준비성. 누군가가 찾아오는듯. 주술도 할 수 있으며 대개 다 주술이 들어간다. 주술의 성공률은 꽤나 높은 편이다. 불량한 이들과 함께 지낸다고 하여 친구가 없지만, 그 불량한 사람들은 사실 따뜻한 마음을 지닌 사람들이다.
스노하라 요헤이 (春原 陽平)
성우:사카구치 다이스케, 현경수(TV), 석승훈(블루레이)
토모야와 마찬가지로 불량학생. 토모야의 단짝친구로 한마디로 말하면 바보. 축구로 인한 특기입학생이었지만 다른 학교와의 싸움 덕분에 일어난 소동으로 축구부에서 퇴부하게 되었다. 하다눈치가 빠르고 장난을 좋아하는 악동에 있는 척 폼은 다 잡지만 늘 당하는 캐릭터. 토모야가 힘들어할 때 조언을 해줄 정도로 남을 아겨주는 착한성품을 지녔다. 루트에 따라 다르지만 쿄나 토모요등에게 항상 두들겨 맞는게 일상.
학교 졸업후엔 평범한 회사원이되어 열심히 일하는 것으로 묘사된다.
사가라 미사에 (相楽 美佐枝)
성우:유키노 사츠키, 오인실(TV), 문유정(블루레이)
스노하라 요헤이가 거처중인 기숙사의 사감. 학생시절에는 학생회장을 맡았었다. 학생회장 시절 때 일주일동안 전교학생 무지각 등교를 성공시킨 희대의 학생회장. 학생회장이된 토모요가 동경하는 인물. 고등학생 때의 약속을 잊지 못하고 기숙사에서 기다린다.
후루카와 아키오 (古河 秋生)
성우:오키아유 료타로, 양석정(TV), 이현(블루레이)
후루카와 나기사의 아버지. 후루카와 빵집을 운영중이며 상당히 유쾌한 성격의 소유자. 약간 바보스럽게 나오기도 한다. 어떻게 보면 토모야와 상당히 비슷한 성격. 과거에 연극을 하였으나 나기사의 건강때문에 그만두고 후루카와 빵집을 운영중이다. 아내인 사나에의 빵 만드는 솜씨가 극악이기에 후루카와 빵집의 빵들은 아키오가 대부분 만들고 있다.
동네 사람 모두에게 친절을 베풀며 주위에 있는 모두가 웃게 만드는 최고의 성격을 가진 인물이다. 입도 험하고 성격 더러워 보이지만 남을 챙겨주는 훌륭한 아버지.
후루카와 사나에 (古河 早苗)
성우:이노우에 키쿠코, 송정희(TV), 이현진(블루레이)
후루카와 나기사의 어머니. 아키오와 같이 빵집을 운영중. 하지만 그녀의 빵을 먹는것은 상당한 용기를 필요로 함. 어머니로서의 성격은 거의 최상급으로 성모 마리아이며 부처님과 비견될 수 있을 정도이다.
중학교 교사였지만 과거에 있었던 일로 인해 아키오와 빵집을 운영한다. 빵집은 사나에가 자신 있다고 해서였지만, 결과는 보다시피 아키오가 빵을 주로 만드는 입장이다.
이부키 코우코 (伊吹 公子)
성우:미나구치 유코, 윤승희(TV), 김가령(블루레이)
후코의 언니. 토모야가 다니는 학교의 전 미술 교사로 3년 전 학교를 그만두었다. 현재 그녀를 기억하고 있는 학생은 나기사 뿐인 듯. 유스케와 약혼하지만 오랜 시간 입원해있는 후코를 걱정해서 결혼을 미룬다.
항상 후코를 챙겨주는 친절한 언니.
코무라 토시오 (幸村 俊夫)
성우:아오노 타케시, 양준건(TV), 윤용식(블루레이)
학교의 최고령 선생님. 토모야의 졸업과 함께 퇴직하게 된다. 학생들을 잘 이해하는 선생으로 학생들에게 인기가 많다. 전 연극부 고문이었으며 나기사가 연극부를 재건한 뒤에는 합창부와 연극부의 겸임 고문을 하게 된다.
스노하라 메이 (春原 芽衣)
성우:타무라 유카리. 이민하(TV), 장미(블루레이)
스노하라 요헤이의 여동생. 오빠에게 장난도 잘 치지만, 오빠를 정말로 위하는 여동생의 표본. 토모야는 이 여동생의 모습을 보고서 경악. 스노하라 요헤이 덕분에 방정리하는 솜씨는 수준급이다.
유스케의 광팬.
요시노 유스케 (芳野 祐介)
성우:미도리카와 히카루, 최재호(TV), 정재헌(블루레이)
코우코의 약혼자. 음악을 사랑하는 청년. 전(前) 인기 뮤지션. 스노하라 요헤이의 동생 스노하라 메이가 광팬이다. 코우코에 의해 자신감을 갖고 음악을 본격적으로 시작하게 되었으나, 자신의 음악에 대한 회의감을 느껴 점점 타락하였다. 하지만 자신만을 기다려 주는 코우코를 생각해 다시 일어서서 그녀를 위해 일하게 된다. 후에 토모야와 나기사를 만나 그들과 자신들을 소재로 다시 앨범을 내게 된다.
코우코를 진심으로 아끼고 사랑하는 듯하다.
애프터 스토리에서 졸업 후 일자리를 찾아 방황하는 오카자키에게 일자리를 찾게 해 독립하게 해주고, 직장 선배로서, 인생 선배로서 오카자키에게 수많은 가르침을 준다. 토모야에게는 평소 성격을 속이고 있다.
히이라기 캇페이 (柊 勝平)
성우:시라이시 료코
애니메이션에서는 나오지 않는다. 게임에서 쿄 루트 클리어 후 료의 새 애인으로 나온다.(단 언급만 있을 뿐 직접적인 출연은 게임의 캇페이 루트에서 나온다.) 처음에는 여자같은 외모로 인해 토모야가 헷갈려했으며, 심지어 스노하라는 히이라기가 여자인 줄 알고 짝사랑하고 있었다. 달리기가 특기이나 후에 병 때문에 그것을 할 수 없게 되자 차라리 죽는 것이 낫다며 비관하지만 사랑하는 료를 위해 수술을 받게 된다.
오카자키 나오유키 (岡崎 直幸)
성우:나카 히로시, 김창열
오카자키 토모야의 아버지. 토모야의 오른팔을 다치게 한 이유로 일부러 토모야와 거리를 둔다. 토모야의 어머니인 아츠코가 죽은 다음 혼자서 토모야를 길러 왔다. 하지만 토모야는 나오유키의 심정을 모르고 지내왔으나 할머니인 시노와 만나면서 다시 아버지와 아들 사이로 돌아오고, 자신의 딸도 그렇게 키울 것을 약속한다.
시마 카츠키 (志麻 賀津紀)
성우:박로미
미사에의 과거 남자친구(게임에서는 목소리 출연이 없으며, TVA에서만 출연한다.) 초등학교 때 병원에 입원한 적이 있었으나 미사에의 상담(이라지만 미사에 입장에서는 그냥 대화를 한 것 뿐이다.)으로 힘을 얻게 되고, 미사에와 연인 사이가 된다. 하지만 자신의 존재를 파악하고는 미사에와의 소원 겸 약속을 지키기 위해 고양이로 남는다. 토모야의 꿈을 통해 자신의 과거를 전한다.
오카자키 시노 (岡崎 史乃)
성우:아소 미요코
오카자키 토모야의 할머니. 나오유키와의 오해를 푸는 데 결정적인 도움을 준다. 오랜 연륜이 묻어난다.
오카자키 우시오 (岡崎 汐)
성우:코오로기 사토미
오카자키 토모야와의 딸로, 오카자키 나기사(토모야와 결혼한 후 성이 바뀌었다.)가 죽으면서 남긴 딸.(게임에서는 루트에 따라 나기사의 생사가 달라진다.) 나기사가 우시오 때문에 죽게되자 거리를 두게 되지만, 시노를 만나고 난 후에는 딸로서 가까이 두게 된다. 나기사와 같은 병을 앓고 있다.
수수께끼의 소녀와 잡동사니 인형 (謎の少女 と ガラクタの人形)
성우:없음(PS2판·극장판) / 야지마 아키코, 오인실(잡동사니 인형. TV 애니메이션) 카와카미 토모코, 이용신(수수께끼의 소녀. TV 애니메이션)
이야기의 모두나 도중에 삽입되는 〈환상 세계〉의 등장 인물.

## 빛의 구슬
빛의 구슬이란 클라나드 게임 플레이시 각 캐릭터가 가야 할 방향으로 제대로 갔을 때 나오는 것으로 추측된다. 그 예로 쿄 루트의 배드 엔딩이라고 알려져 있는 료 루트의 엔딩을 봤을 경우에는 빛의 구슬이 나오지 않으며, 캇페이 루트를 통해 제대로 된 엔딩을 보게 되면 빛의 구슬을 얻게 된다. 대부분의 경우에는 엔딩에서 얻게 되지만 예외도 있다.(예 : 미사에 루트의 경우에는 엔딩을 보아도 빛의 구슬이 나오지 않으며 후에 토모요 루트를 통해 일어난 이벤트로 빛의 구슬을 얻을 수 있다.) 얻게 된 빛의 구슬은 메인 화면에서 확인 할 수 있다. 빛의 구슬을 모두 모았을 때는 메인화면이 약간 변한다.
TV 애니메이션에서는 부제 안내영상에 비친 나무 왼쪽 아래에 빛의 구슬이 놓이게 되며, 각 스토리가 진행될수록 놓여 있는 빛의 구슬이 하나씩 늘어난다. 1기에서는 총 7개까지 놓이며(DVD 8권 특전에 수록된 이야기 포함), 2기인 애프터 스토리부터는 1기까지 놓인 7개부터 시작해 다시 하나가 늘어난다.

## 주제가
오프닝 곡《메그멜(メグメル)》
작사 : riya / 작곡 : eufonius / 편곡 : 키쿠치 하지메(菊地創) / 노래 : riya

## 극장판 애니메이션
2007년 9월 15일 일본 내 극장에서 개봉. 극장판 애니메이션 AIR와 2002년판 카논 TV애니메이션을 제작한 토에이 애니메이션 제작. 상영시간 93분. 극장판 개봉 전후로 클라나드 특판 자판기용 단팥빵 통조림이 발매되었다.
- 원작 : Key/Visual Art's
- 감독 : 데자키 오사무
- 각본 : 나카무라 마코토
- 캐릭터 디자인, 총 작화감독 : 카도노소노 에미
- 제작 : 토에이 애니메이션

## TV 애니메이션

### 클라나드
2007년 10월부터 TBS, BS-i 등에서 방송. AIR, 카논 등을 제작한 교토 애니메이션 제작. 지상파 방영분은 4:3으로(상하 검은색 바 처리가 아닌 좌우가 잘린 형태), BS-i에서는 16:9의 화면비율로 방영된다. 대한민국의 애니박스와 챔프TV에서는 16:9의 화면을 4:3으로 강제 압축시켜서 방영하였다. 미라지에서 재더빙하여 블루레이를 출시했다.

#### 스태프
- 원작 : Visual Art's/Key
- 감독 : 이시하라 타츠야
- 캐릭터 디자인, 총 작화감독 : 이케다 카즈미

#### 주제가
오프닝 곡《메그멜(メグメル)~cuckool mix 2007~》
작사 : riya / 작곡 : eufonius / 편곡 : 키쿠치 하지메(菊地創) / 노래 : eufonius (riya)
엔딩 곡《경단 대가족(だんご大家族)》
작사·작곡：마에다 쥰(麻枝准)／편곡：타쿠마루(たくまる)／노래：챠타(茶太)
- 'eufonius'는 작곡가인 키쿠치 하지메와 가수 riya가 결성한 그룹이다. 따라서 오프닝곡을 부른 riya(게임)와 eufonius(TVA)는 동일인물이다.
- 오프닝 곡인 《메그멜(メグメル)~cuckool mix 2007~》은 기존 클라나드 게임 OST에 수록되어 있었던 《메그멜(メグメル) ~cuckool mix~》의 2007년 애니메이션 삽입을 위한 리메이크 버전으로 원곡으로부터는 2번의 리메이크 버전이 되는 곡이다.

#### 삽입곡
클라나드 9화, 번외"또 하나의 세계, 토모요 편" <<Ana>>
작사 : 리아 / 작곡 : 리아 / 노래 : 리아

#### 방영 목록
| 화수         | 부제 (원제/풀이)        | 부제 (원제/풀이)           | 한국어판 부제               |
| ------------ | ----------------------- | -------------------------- | --------------------------- |
| 01           | 桜舞い散る坂道で        | 벚꽃잎 날리는 오르막길에서 | 벚꽃이 흩날리는 언덕길에서  |
| 02           | 最初の一歩              | 첫 한 걸음                 | 처음 한 걸음                |
| 03           | 涙のあとにもう一度      | 눈물을 딛고 다시 한 번     | 눈물 뒤에 다시 한 번        |
| 04           | 仲間をさがそう          | 동료를 찾아보자            | 동료를 찾아서               |
| 05           | 彫刻のある風景          | 조각이 있는 풍경           | 조각이 있는 풍경            |
| 06           | 姉と妹の創立者祭        | 언니와 동생의 창립자 축제  | 언니와 동생의 개교기념 축제 |
| 07           | 星形の気持ち            | 별 모양의 마음             | 별과 같은 마음              |
| 08           | 黄昏に消える風          | 황혼에 사라지는 바람       | 황혼에 지는 바람            |
| 09           | 夢の最後まで            | 꿈의 끝까지                | 꿈이 끝날 때까지            |
| 10           | 天才少女の挑戦          | 천재 소녀의 도전           | 천재 소녀의 도전            |
| 11           | 放課後の狂想曲          | 방과후의 광상곡            | 방과 후의 광시곡            |
| 12           | かくされた世界          | 감춰진 세계                | 감춰진 세계                 |
| 13           | 思い出の庭を            | 추억의 정원을              | 추억의 정원을               |
| 14           | Theory of Everything    | Theory of Everything       | Theory of Everything        |
| 15           | 困った問題              | 곤란한 문제                | 난처한 문제                 |
| 16           | 3 on 3                  | 3 on 3                     | 3 대 3                      |
| 17           | 不在の空間              | 빈 자리                    | 부재의 공간                 |
| 18           | 逆転の秘策              | 역전의 비책                | 역전의 비책                 |
| 19           | 新しい生活              | 새로운 생활                | 새로운 생활                 |
| 20           | 秘められた過去          | 감춰진 과거                | 비밀에 묻힌 과거            |
| 21           | 学園祭に向けて          | 학원제를 향하여            | 축제를 향해서               |
| 22           | 影二つ                  | 그림자 두 개               | 두 개의 그림자              |
| 번외         | 夏休みの出来事          | 여름방학에 생긴 일         | 여름방학에 생긴 일          |
| DVD 8권 특전 | もうひとつの世界 智代編 | 또 하나의 세계 토모요편    | 또 하나의 세계 (토모요편)   |

#### 방송국
| 방송 지역   | 방송국        | 계열         | 방송 기간                          | 방송 일시            | 비고              |
| ----------- | ------------- | ------------ | ---------------------------------- | -------------------- | ----------------- |
| 관동 광역권 | TBS           | TBS/JNN 계열 | 2007년 10월 4일 - 2008년 3월 27일  | 목요일 25:55 - 26:25 | 제작국            |
| 긴키 광역권 | 마이니치 방송 | TBS/JNN 계열 | 2007년 10월 13일 - 2008년 4월 5일  | 토요일 25:55 - 26:25 |                   |
| 추쿄 광역권 | 주부닛폰 방송 | TBS/JNN 계열 | 2007년 10월 17일 - 2008년 4월 9일  | 수요일 26:45 - 27:15 |                   |
| 일본 전국   | BS-i          | BS 방송      | 2007년 10월 25일 - 2008년 4월 3일  | 목요일 25:00 - 25:30 | 16:9              |
| 대한민국    | 애니박스      |              | 2008년 10월 15일 - 2008년 12월 3일 | 수요일 21:30 - 22:00 | 4:3으로 강제 압축 |

| TBS 목요일 25:59 방영 애니메이션 | TBS 목요일 25:59 방영 애니메이션 | TBS 목요일 25:59 방영 애니메이션          |
| 이전 작품                        | 작품명                           | 다음 작품                                 |
| -------------------------------- | -------------------------------- | ----------------------------------------- |
| 괴물왕녀 (2007.4.12 ~ 2007.9.27) | 클라나드 (2007.10.4 ~ 2008.3.27) | To LOVE루 -트러블- (2008.4.3 ~ 2008.9.25) |

### 클라나드 ~AFTER STORY~
전격 G's 매거진 2008년 5월호에서 클라나드 ~AFTER STORY~의 제작이 발표되었다. 2008년 10월부터 TBS등의 채널에서 방영중. 스태프의 일부 변경은 있지만, 캐스트의 변경은 없다. 원작 게임과 내용을 비교하면 9화부터가 애프터 스토리에 해당한다.

#### 주제가
오프닝 곡《시간을 새기는 노래(時を刻む唄)》
작사·작곡 : 마에다 쥰(麻枝准)／편곡 : ANANT-GARDE EYES/ 노래 : 리아
엔딩 곡《TORCH(불꽃)》
작사 : 魁 / 작곡 : 오리토 신지(折戸伸治) / 편곡 : 후쿠오 켄타로(福士健太郎) / 노래 : 리아

#### 방영 목록
| 화수     | 부제 (원제/풀이)       | 부제 (원제/풀이)    |
| -------- | ---------------------- | ------------------- |
| 01       | 夏の終わりのサヨナラ   | 여름의 끝이여 안녕  |
| 02       | いつわりの愛をさがして | 거짓 사랑을 찾아서  |
| 03       | すれちがう心           | 엇갈리는 마음       |
| 04       | あの日と同じ笑顔で     | 그날과 같은 미소로  |
| 05       | 君のいた季節           | 그대가 있던 계절    |
| 06       | ずっとあなたのそばに   | 영원히 당신의 곁에  |
| 07       | 彼女の居場所           | 그녀가 있는 곳      |
| 08       | 勇気ある闘い           | 용기 있는 싸움      |
| 09       | 坂道の途中             | 언덕길 도중         |
| 10       | 始まりの季節           | 시작의 계절         |
| 11       | 約束の創立者祭         | 약속의 개교기념일   |
| 12       | 突然の出来事           | 갑작스런 사건       |
| 13       | 卒業                   | 졸업                |
| 14       | 新しい家族             | 새로운 가족         |
| 15       | 夏の名残に             | 여름의 여운         |
| 16       | 白い闇                 | 하얀 어둠           |
| 17       | 夏時間                 | 여름의 시간         |
| 18       | 大地の果て             | 대지의 끝           |
| 19       | 家路                   | 새로운 생활         |
| 20       | 汐風の戯れ             | 바닷바람의 장난     |
| 21       | 世界の終わり           | 세계의 끝           |
| 22[完]   | 小さな手のひら         | 작은 손바닥         |
| 번외     | 一年前の出来事         | 1년 전에 생긴 일    |
| 총집편   | 緑の木の下で           | 녹색 나무 아래서    |
| DVD 특전 | もうひとつの世界 杏編  | 또 하나의 세계 쿄편 |

#### 방송국
| 방송 지역   | 방송국            | 계열     | 방송 기간                          | 방송 일시            | 비고   |
| ----------- | ----------------- | -------- | ---------------------------------- | -------------------- | ------ |
| 관동 광역권 | TBS               | TBS 계열 | 2008년 10월 2일 - 2009년 3월 26일  | 목요일 25:59 - 26:29 | 제작국 |
| 긴키 광역권 | 마이니치 방송     | TBS 계열 | 2008년 10월 9일 - 2009년 4월 2일   | 목요일 26:25 - 26:55 |        |
| 후쿠오카현  | RKB 마이니치 방송 | TBS 계열 | 2008년 10월 18일 - 2009년 4월 11일 | 토요일 26:40 - 27:10 |        |
| 추쿄 광역권 | 주부닛폰 방송     | TBS 계열 | 2008년 10월 22일 - 2009년 4월 15일 | 수요일 26:30 - 27:00 |        |
| 일본 전국   | BS-i              | BS 방송  | 2008년 10월 23일 - 2009년 4월 18일 | 목요일 25:00 - 25:30 | 16:9   |

| TBS 목요일 25:59 방영 애니메이션          | TBS 목요일 25:59 방영 애니메이션               | TBS 목요일 25:59 방영 애니메이션 |
| 이전 작품                                 | 작품명                                         | 다음 작품                        |
| ----------------------------------------- | ---------------------------------------------- | -------------------------------- |
| To LOVE루 -트러블- (2008.4.3 ~ 2008.9.25) | 클라나드 ~AFTER STORY~ (2008.10.2 ~ 2009.3.26) | 케이온! (2009.4.2 ~ 2009.6.25)   |

## 만화
클라나드 오피셜 코믹
2005년 5월 7일부터 《월간 코믹 러시》에 연재 시작. 2008년 12월 기준으로 기존 연재분들을 자이브에서 단행본 7권 분량으로 출간했다(7권은 2008년 10월 7일 발행). 스토리 라인은 비주얼 노벨 버전을 따르고 있으며 미사키 유리 작화. 단행본 1, 2권은 각각 6개 챕터, 3권에는 7개 챕터가 수록되어 있다. 진행 속도가 애니메이션 판에 비해 빠르며 내용 또한 많이 다르다. 대한민국에서도 대원씨아이를 통해 2010년부터 한국어로 정식 발행되기 시작하였으며, 역자는 이형진이다.
Official Another Story CLANNAD 빛이 지켜보는 언덕길에서
2007년 6월 21일 플렉스 코믹스에서 발행하는 《격월 코미데지+》에서 연재 시작. 제목은 동명의 외전 소설에서 따 왔으며 후지이 리노 그림. 2008년 2월 21일 한정판 및 일반판으로(각각 커버가 다름) 브로콜리 사에서 단행본을 발간했다. 한정판은 표지에 토모야의 학교 엠블렘이 동봉되어 있다. 판촉 활동 차원에서 2008년 3월 2일 게이머즈 인 나고야에서 일러스트레이터의 사인회가 열렸다. 2008년 12월 17일 역시 한정판과 일반판으로 단행본 2권이 발행되었다.
클라나드 (전격 코믹스판)
2007년 6월 30일 아스키 미디어 웍스의 소년 만화 잡지 《전격 G's 매거진》에 연재가 시작되었다. 스토리 라인은 비주얼 노벨판을 기준으로 하고 있으며 샤아 그림. 2008년 2월 27일 전격 코믹스 레이블로 ASCII 미디어 웍스가 단행본 1권을 발행하였다.
CLANNAD 〜tomoyo dearest〜
2008년 2월 20일부터 동년 8월 20일까지 소년 만화 잡지 《드래곤 에이지 퓨어》에서 연재했다. 일러스트는 스미요시 유키코. 스토리 라인은 클라나드 비주얼 노벨판 토모요 시나리오를 따르고 있다. 단행본은 2008년 10월 9일 발행되었다.

## 인터넷 라디오
애니메이션 방영에 발맞추어 인터넷 라디오가 2007년 10월부터 2009년 4월까지 온센과 애니메이트TV에서 매주 금요일 방송되었다. 후루카와 나기사 역 나카하라 마이와 후루카와 사나에 역 이노우에 키쿠코 진행.
- 나기사와 사나에의 너에게 레인보우 (渚と早苗のおまえにレインボー, 2007년 10월 5일 ~ 2009년 4월 10일)